# Understudy
Understudy je desátá epizoda amerického muzikálového seriálu Smash. Tato epizoda se poprvé vysílala na americkém televizním kanálu NBC dne 7. dubna 2012.

## Děj epizody
Když se nová hlavní hvězda muzikálu Bombshell, Rebecca Duvall (Uma Thurman) zdrží na Kubě, Derek (Jack Davenport) navrhne, aby ji v roli Marilyn Monroe prozatím zastupovala Karen (Katharine McPhee) a určí Karen i jako její oficiální náhradnici (understudy). Karen je v roli Marilyn výborná, ale po dvou dnech přijíždí Rebeca a Karen má opět místo jen ve sboru.
Tom (Christian Borle) a Julia (Debra Messing) oslavují své výročí. Julia je celou dobu smutná a Tom nakonec zjistí, že se Juliin manžel Frank (Brian d'Arcy James) dozvěděl o jejím poměru s Michaelem (Will Chase) a odešel od ní. Tomovi se podaří zoufalou Juliu alespoň trochu uklidnit.

## Seznam písní
- „Breakaway“
- „Never Give All the Heart“
- „Don't Say Yes Until I Finish Talking“

## Natáčení
Dne 8. prosince 2011 bylo poprvé oznámeno, že se Uma Thurman objeví v tomto seriálu. Na tiskové konferenci bylo uvedeno, že by se měla objevit v pěti epizodách seriálu v roli filmové hvězdy, která se zajímá o roli Marilyn Monroe v muzikálu. V této epizodě také hostoval Terrence Mann jako stárnoucí a vyhaslá rocková hvězda, která se stane hlavním investorem muzikálu Bombshell. Zatím není známo, zda se v seriálu ještě někdy objeví.
V epizodě zazní verze písně „Never Give All the Heart“ od Katharine McPhee, jež poprvé zazněla v pilotním dílu, kde ji zpívala Megan Hilty. Také zde poprvé zazní původní píseň „Don't Say Yes Until I Finish Talking“, kterou v muzikálu má zpívat Darryl F. Zanuck, ale v seriálu ji interpretoval Christian Borle jako Tom Levitt, když se představitel hrající Zanucka neukáže.
Také během této epizody vidíme postavu Megan Hilty, Ivy Lynn, když prochází newyorskou 43. ulicí a vidíme zde pohled na Hotel Carter a klub Cheetah's New York v pozadí.

## Sledovanost
Epizodu v den vysílání sledovalo 5,99 milionů amerických diváků a získala rating 2,0/5.